# ERLIN2
ERLIN2 (англ. ER lipid raft associated 2) – білок, який кодується однойменним геном, розташованим у людей на короткому плечі 8-ї хромосоми. Довжина поліпептидного ланцюга білка становить 339 амінокислот, а молекулярна маса — 37 840.
| 10         |  | 20         |  | 30         |  | 40         |  | 50         |
| ---------- |  | ---------- |  | ---------- |  | ---------- |  | ---------- |
| MAQLGAVVAV |  | ASSFFCASLF |  | SAVHKIEEGH |  | IGVYYRGGAL |  | LTSTSGPGFH |
| LMLPFITSYK |  | SVQTTLQTDE |  | VKNVPCGTSG |  | GVMIYFDRIE |  | VVNFLVPNAV |
| YDIVKNYTAD |  | YDKALIFNKI |  | HHELNQFCSV |  | HTLQEVYIEL |  | FDQIDENLKL |
| ALQQDLTSMA |  | PGLVIQAVRV |  | TKPNIPEAIR |  | RNYELMESEK |  | TKLLIAAQKQ |
| KVVEKEAETE |  | RKKALIEAEK |  | VAQVAEITYG |  | QKVMEKETEK |  | KISEIEDAAF |
| LAREKAKADA |  | ECYTAMKIAE |  | ANKLKLTPEY |  | LQLMKYKAIA |  | SNSKIYFGKD |
| IPNMFMDSAG |  | SVSKQFEGLA |  | DKLSFGLEDE |  | PLETATKEN  |  |            |

A: Аланін

C: Цистеїн

D: Аспарагінова кислота

E: Глутамінова кислота

F: Фенілаланін

G: Гліцин

H: Гістидин

I: Ізолейцин

K: Лізин

L: Лейцин

M: Метіонін

N: Аспарагін

P: Пролін

Q: Глутамін

R: Аргінін

S: Серин

T: Треонін

V: Валін

Задіяний у таких біологічних процесах, як метаболізм ліпідів, метаболізм холестеролу, метаболізм стероїдів, метаболізм стеролів, ацетилювання, альтернативний сплайсинг. 
Локалізований у мембрані, ендоплазматичному ретикулумі.